# Dzierżów
Dzierżów – wieś w Polsce położona w województwie lubuskim, w powiecie gorzowskim, w gminie Deszczno.
W latach 1975–1998 miejscowość administracyjnie należała do województwa gorzowskiego.

## Historia
Wieś została założona w 1770 roku. Kolonia składała się z 25 podwójnych budynków, w których osadzono 50 rodzin, dając każdej po 5 mórg ziemi. Po 3 latach wolnizny koloniści mieli płacić czynsz wraz z odsetkami.
Niemiecka nazwa wsi Derschau pochodzi od nazwiska ministra von Derschau.
W 1784 roku wieś liczyła tylko 49 rodzin i 221 mieszkańców. Według zachowanych ksiąg kościelnych z lat 1812–17 większość mieszkańców nosiła nazwiska pochodzenia polskiego jak Bellke, Grabiell, Daniecke Gohlicke,Gramuschke, Geschke, Jannecke, Kottke, Lieske, Malitz, Sackylawsky, Wilke, Zeysernik i wiele innych. Dowodzi to, iż koloniści przybyli z Polski. Mimo klęski pożaru w 1856 r. wieś liczyła w 1861 roku już 358 mieszkańców w 40 budynkach. W 1925 roku we wsi mieszkało 581 osób, a w 1933 roku 618. Grunta wsi liczyły wtedy 556 ha. 1.01.1931 roku ze wsi Dzierżów, Stężyca, Prądocin utworzono jedną gminę. Po wyzwoleniu Dzierżów był wsią gromadzką w gminie Zieleniec. Od 1954 roku podlegał GRN w Ulimiu. W 1958 roku liczył 340 mieszkańców, obecnie składa się z 80 gospodarstw. Aktualnie w Dzierżowie zamieszkują 404 osoby, powierzchnia wsi to 333 ha.

## Zabytki
Do wojewódzkiego rejestru zabytków wpisany jest:
- wiatrak koźlak, drewniany, pozostał jedyną pamiątką z pierwszej połowy XX wieku

inne zabytki:
- kościół, pierwszy kościół szachulcowy zbudowany w latach 1770-1774 został przebudowany już w 1787 roku. W 1856 roku wieś padła ofiarą pożaru, spłonął też kościół. Świątynię odbudowano w 1862 roku.

## Sport
Miejscowość jest siedzibą klubu piłkarskiego Złote Piaski Dzierżów, znajdującego się aktualnie w A klasie.